# Walter Grossmann (Bibliothekar)
Walter Grossmann (geboren 5. Juni 1918 in Wien, Österreich-Ungarn; gestorben 11. Februar 1992 in Conway, Massachusetts) war ein US-amerikanischer Bibliothekar und Historiker.

## Leben
Walter Grossmann war ein Sohn von Otto und Valerie Grossmann. Er absolvierte das Gymnasium Stubenbastei und machte anschließend eine Lehre im Verlag des aus dem nationalsozialistischen Deutschland emigrierten Gottfried Bermann Fischer. Nach dem Anschluss Österreichs 1938 wurde der Verlag von den neuen Herrschern geschlossen. Da Grossmann als Jude die freie Berufswahl verwehrt wurde, ging er zu Fritz Mayer Praeger, der die Löwit-Buchhandlung besaß, bis auch Praeger von der Gestapo schikaniert und verhaftet und die Buchhandlung von Erich Landgrebe arisiert wurde. Grossmann schloss sich einem Schleuser an, der eine Gruppe Flüchtlinge in die Tschechoslowakei bringen wollte, die Gruppe wurde aufgegriffen. Grossmann gelang die Flucht beim zweiten Versuch und er musste 1939 in die USA weiterfliehen und hatte dabei Hilfe von der H.I.A.S. 1941 erhielt er die US-amerikanische Staatsbürgerschaft. Grossmann studierte am Yankton College (B.A., 1941) und machte 1943 einen M.A. in Geschichte an der Harvard University und wurde dort 1951 promoviert.
Grossmann heiratete 1945 die Wiener Emigrantin Maria Schweinburg, sie hatten drei Kinder. Sie gründeten neben ihrem Studium eine Buchimportfirma in Cambridge (Massachusetts). Auch seine Frau wurde in Harvard promoviert, und es wurden beide als Bibliothekare an der Harvard University Library angestellt. Walter Grossmann machte 1962 noch einen M.Sc. in Bibliothekswissenschaften am Simmons College, Boston. Er war 1964/65 Guggenheim Fellow und hatte 1970 ein Forschungsstipendium der Humboldt-Stiftung. Er erhielt 1967 eine Professur für Geschichtswissenschaft an der University of Massachusetts Boston und war von 1969 bis 1984 Direktor der Universitätsbibliothek der University of Massachusetts. Er wurde 1987 emeritiert.

## Schriften (Auswahl)
- Thomas Jefferson, Auswahl aus seinen Schriften. Übersetzt und herausgegeben von Walter Grossmann. Cambridge: Schoenhof, 1945
- Johann Christian Edelmann: from orthodoxy to enlightenment. Den Haag: Mouton, 1976
- Johann Christian Edelmann: Sämtliche Schriften, 12 Bde., hrsg. von Walter Grossmann. Frommann-Holzboog, Stuttgart-Bad Cannstatt 1969–1987, ISBN 978-3-7728-0109-9
- Abschied von Österreich: ein Bericht. Wien: bei Walter Krieg, 1975